# Bantigny
Bantigny is een gemeente in het Franse Noorderdepartement (regio Hauts-de-France) en telt 465 inwoners (1999). De plaats maakt deel uit van het arrondissement Cambrai.

## Geografie
De oppervlakte van Bantigny bedraagt 3,2 km², de bevolkingsdichtheid is 145,3 inwoners per km².
De onderstaande kaart toont de ligging van Bantigny met de belangrijkste infrastructuur en aangrenzende gemeenten.

## Demografie
Onderstaande figuur toont het verloop van het inwonertal (bron: INSEE-tellingen).